# Vashti Cunninghamová
Vashti Cunninghamová (* 18. ledna 1998 Las Vegas) je americká atletka, jejíž hlavní disciplínou je skok do výšky. Jejím největším úspěchem je titul halové mistryně světa (2016).

## Sportovní kariéra
V roce 2015 zvítězila na juniorském panamerickém mistrovství v soutěži výškařek výkonem 196 cm. Největším úspěchem se pro ni stal titul halové mistryně světa ve skoku vysokém, který vybojovala rovněž výkonem 196 cm v březnu 2016 v Portlandu. Při startu na světovém šampionátu v Londýně v roce 2017 postoupila do finále, výkonem 192 cm však na medaili nedosáhla. Na halovém mistrovství světa v Birminghamu v roce 2018 skončila v soutěži výškařek druhá.

## Osobní rekordy
- hala – 200 cm (2021)
- venku – 202 cm (2021)